# Кел-База
Кел-База — покинутый аул в Галанчожском районе Чеченской Республики. Входит в Нашхоевское сельское поселение.

## География
Аул расположен на северо-восточной части Галанчожского района, к северо-востоку от районного центра Галанчож.
Ближайшие населённые пункты развалины бывших аулов: на северо-западе — бывшие аулы Хоч-Коч, Зарха, Верхний Ажгечу и Нижний Ажгечу, на юго-западе — бывший аул Кейчу, на юго-востоке — село Харсеной.

## История
Аул Кел-База ликвидирован в 1944 году во время депортации чеченцев. После восстановления Чечено-Ингушской АССР в 1956 году чеченцам было запрещено селиться в данном районе.